# Айяла, Дерлис
Дерлис Рамон Айяла Санчес (исп. Derlis Ramón Ayala Sánchez; род. 7 января 1990, Сьюдад-дель-Эсте) — парагвайский легкоатлет, специалист по бегу на длинные дистанции, кроссу и марафону. Выступает на профессиональном уровне с 2006 года, чемпион Южной Америки, обладатель серебряной медали Южноамериканских игр, многократный победитель первенств национального значения, призёр ряда крупных международных стартов на шоссе, действующий рекордсмен Парагвая в нескольких дисциплинах, участник двух летних Олимпийских игр.

## Биография
Дерлис Айяла родился 7 января 1990 года в городе Сьюдад-дель-Эсте, Парагвай.
Первого серьёзного успеха в лёгкой атлетике добился в сезоне 2006 года, когда стал чемпионом Парагвая среди юношей в беге на 3000 метров и в беге на 2000 метров с препятствиями.
В 2007 году вошёл в состав парагвайской сборной и среди прочего выступил на 3000-метровой дистанции на юношеском мировом первенстве в Остраве.
В 2008 году бежал 1500 метров на юниорском мировом первенстве в Быдгоще, выиграл серебряную медаль в юниорской категории на чемпионате Южной Америки по кроссу в Асунсьоне.
В 2009 году завоевал бронзовые награды в стипльчезе на юниорских южноамериканском первенстве в Сан-Паулу и панамериканском первенстве в Порт-оф-Спейн.
В 2011, 2013 и 2014 годах представлял Парагвай на чемпионатах Южной Америки по кроссу и других крупных стартах континента.
В апреле 2016 года на Роттердамском марафоне с результатом 2:17:32 занял 19-е место и тем самым выполнил олимпийский квалификационный норматив для участия в летних Олимпийских играх в Рио-де-Жанейро (2:19:00). Бегун отметил в интервью, что над достижением этой цели работал более десяти лет, и она далась ему нелегко. Собственно во время олимпийских соревнований Айяла запомнился жестом благородства, когда остановился поддержать своего получившего травму друга Федерико Бруно — в ущерб своему выступлению он всё время оставался с ним, и в итоге бегуны финишировали вместе. Таким образом, парагвайский бегун показал несвойственное себе время 2:39:40, расположившись в итоговом протоколе соревнований лишь на 135-й строке.
В 2017 году бежал марафон на чемпионате мира в Лондоне, с результатом 2:16:37 занял 25-е место.
В 2018 году на соревнованиях в Mt. SAC Relays в американском Торрансе установил ныне действующие рекорды Парагвая на дистанциях 5000 и 10 000 метров — 13:53.20 и 28:56.39 соответственно. На чемпионате мира по полумарафону в Валенсии установил ныне действующий рекорд страны в полумарафоне — 1:03:19.
В 2019 году занял 18-е место на Лондонском марафоне, был пятым на марафонах в рамках Панамериканских игр в Лиме и чемпионата Южной Америки в Буэнос-Айресе, сошёл с дистанции на чемпионате мира в Дохе.
На Валенсийском марафоне 2020 года установил ныне действующий рекорд Парагвая — 2:10:11.
В 2021 году среди прочего принимал участие в Олимпийских играх в Токио — в программе марафона с результатом 2:18:34	занял 42-е место.
В 2022 году стал чемпионом Южной Америки в марафоне, получил серебро на домашних Южноамериканских играх в Асунсьоне.
В 2023 году сошёл на чемпионате мира в Будапеште, закрыл десятку сильнейших на Панамериканских играх в Сантьяго.